# Sara Junevik

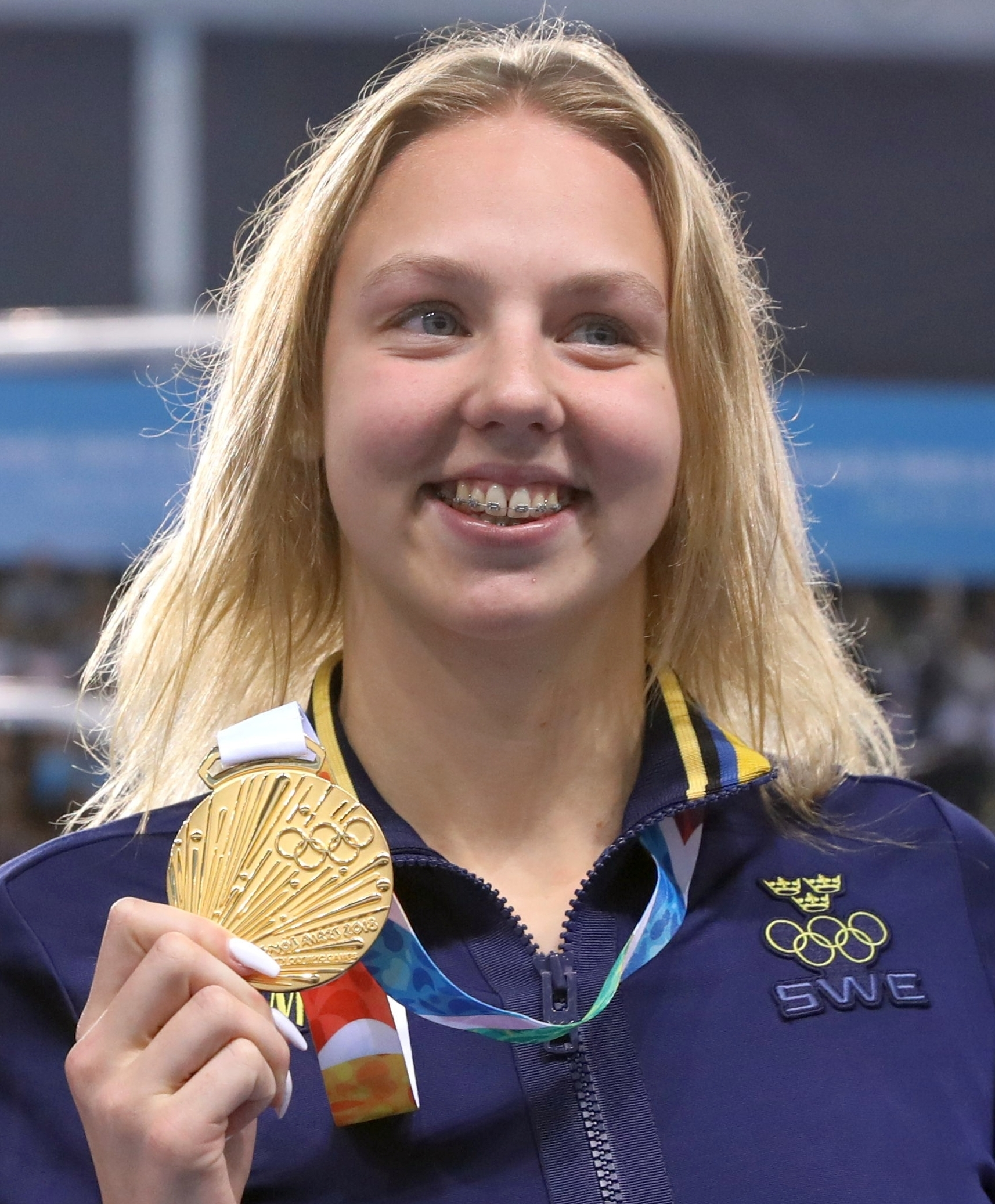
Sara Junevik nach der Siegerehrung bei den Olympischen Jugendspielen 2018

Sara Jennifer Junevik (* 14. Februar 2000 in Leksand) ist eine schwedische Schwimmerin. Sie gewann bis 2023 bei Schwimmweltmeisterschaften auf der 25-Meter-Bahn einmal Silber und zweimal Bronze. Bei Schwimmeuropameisterschaften erschwamm sie auf der Langbahn je einmal Gold, Silber und Bronze sowie auf der Kurzbahn dreimal Gold und je einmal Silber und Bronze.

## Sportliche Karriere
Die 1,79 Meter große Sara Junevik schwimmt für den Schwimmverein aus Falun.

### Die Jahre bis 2019 mit Gold bei den Kurzbahneuropameisterschaften 2017
Bei den Junioreneuropameisterschaften 2016 gewann Junevik Silber über 50 Meter Schmetterling. Ein Jahr später wurde sie Dritte über 50 Meter Schmetterling. Bei den Juniorenweltmeisterschaften zwei Monate später erschwamm sie die Silbermedaille. Ende 2017 nahm Junevik an den Kurzbahneuropameisterschaften 2017 in Kopenhagen teil. Bei ihren Einzelstarts erreichte sie kein Finale. Die 4-mal-50-Meter-Lagenstaffel mit Hanna Rosvall, Sophie Hansson, Sara Junevik und Michelle Coleman erreichte das Finale mit der siebtbesten Vorlaufzeit. Im Endlauf schwammen Hanna Rosvall, Sophie Hansson, Sarah Sjöström und Michelle Coleman drei Sekunden schneller als die Vorlaufstaffel und siegten mit 0,57 Sekunden vor den Däninnen. Für ihren Vorlaufeinsatz erhielt auch Junevik eine Goldmedaille.
Bei den Europameisterschaften 2018 in Glasgow erreichte Junevik kein Finale, ihre beste Platzierung war der zehnte Platz im Vorlauf mit der 4-mal-100-Meter-Freistilstaffel. Im Oktober fanden in Buenos Aires die Olympischen Jugendspiele statt. Junevik siegte über 50 Meter Schmetterling und wurde Fünfte auf der 100-Meter-Strecke.
2019 gewann Junevik den schwedischen Meistertitel über 50 Meter Schmetterling. Bei den Kurzbahnmeisterschaften siegte sie über 50 Meter und über 100 Meter Schmetterling. Bei den Kurzbahneuropameisterschaften 2019 schied sie über beide Strecken im Halbfinale aus. Die beste Platzierung war der zehnte Rang im Vorlauf für die 4-mal-50-Meter-Freistilstaffel. Wegen der COVID-19-Pandemie fanden 2020 keine internationalen Meisterschaften statt.

### Die Jahre ab 2021 mit Gold bei den Europameisterschaften 2024
Im Mai 2021 wurden in Budapest die Europameisterschaften 2020 nachgeholt. Die 4-mal-100-Meter-Freistilstaffel mit Michelle Coleman, Sara Junevik, Sophie Hansson und Louise Hansson belegte den fünften Platz mit fast drei Sekunden Rückstand auf die drittplatzierten Französinnen. Über 50 Meter Schmetterling schwamm Junevik auf den sechsten Rang. Die 4-mal-100-Meter-Lagenstaffel mit Coleman, Sophie und Louise Hansson sowie Junevik erreichte als Vierte das Ziel mit 0,24 Sekunden Rückstand auf die Italienerinnen auf dem Bronzerang. Im Juli bei den ebenfalls aus dem Vorjahr verschobenen Olympischen Spielen in Tokio erreichte die 4-mal-100-Meter-Freistilstaffel mit Sjöström, Coleman, Louise Hansson und Junevik das Finale als achtbeste Staffel der Vorläufe und mit 0,27 Sekunden auf die neuntplatzierten Japanerinnen. Im Endlauf waren Sjöström, Coleman und die Hansson-Schwestern eine Sekunde schneller als die Vorlaufstaffel und erkämpften den sechsten Platz.
Im November 2021 bei den Kurzbahneuropameisterschaften 2021 in Kasan belegte die 4-mal-50-Meter-Freistilstaffel mit Sarah Sjöström, Sara Junevik, Sofia Åstedt und Hanna Rosvall den fünften Platz. Die 4-mal-50-Meter-Lagenstaffel mit Hanna Rosvall, Emelie Fast, Sara Junevik und Sarah Sjöström wurde mit 0,13 Sekunden Rückstand Zweite hinter den Russinnen. Weitere Endkampfteilnahmen waren der fünfte Platz für Isak Eliasson, Gustav Hökfelt, Sarah Sjöström und Sara Junevik in der 4-mal-50-Meter-Mixed-Freistilstaffel und der vierte Platz für Hökfelt, Erik Persson, Junevik und Sjöström in der 4-mal-50-Meter-Mixed-Lagenstaffel. Im Dezember 2021 wurden in Abu Dhabi die eigentlich auch für 2020 geplanten Kurzbahnweltmeisterschaften 2021 ausgetragen. Zum Auftakt wurde die 4-mal-100-Meter-Freistilstaffel mit Sjöström, Coleman sowie Sophie und Louise Hansson Dritte mit 0,28 Sekunden Rückstand auf die zeitgleichen Teams aus Kanada und den Vereinigten Staaten, die viertplatzierten Niederländerinnen hatten 0,06 Sekunden Rückstand auf die Schwedinnen. Junevik erhielt eine Medaille für ihren Einsatz im Vorlauf. Die 4-mal-50-Meter-Freistilstaffel mit Sjöström, Coleman, Junevik und Louise Hansson wurde Zweite mit 0,32 Sekunden Rückstand auf das US-Team.
Bei den Weltmeisterschaften 2022 in Budapest schied Junevik über 50 Meter Schmetterling als Neunte im Halbfinale aus, zum Finaleinzug fehlten ihr 0,06 Sekunden. Im August bei den Europameisterschaften in Rom schwamm Junevik die viertbeste Vorlaufzeit über 50 Meter Schmetterling. Da mit Sarah Sjöström und Louise Hansson zwei Schwedinnen vor ihr lagen und nur zwei Schwimmerinnen je Verband ins Halbfinale aufsteigen durften, schied Junevik mit der viertbesten Vorlaufzeit aus. Sjöström, Louise Hansson, Junevik und Sofia Åstedt schlugen in der 4-mal-100-Meter-Freistilstaffel hinter den Britinnen an und gewannen Silber vor den Niederländerinnen. Bei ihren anderen Starts schied Junevik jeweils im Halbfinale aus. Ende des Jahres bei den Kurzbahnweltmeisterschaften 2022 in Melbourne wurden Sara Junevik, Michelle Coleman, Louise Hansson und Sofia Åstedt als 4-mal-100-Meter-Freistilstaffel Vierte mit über einer Sekunde Rückstand auf die Medaillenränge. Ebenfalls Vierte wurde die 4-mal-50-Meter-Freistilstaffel mit Junevik, Coleman sowie Louise und Sophie Hansson. Ihre einzige Medaille in Melbourne gewann Junevik in der 4-mal-50-Meter-Lagenstaffel zusammen mit Louise Hansson, Klara Thormalm und Michelle Coleman, die Schwedinnen schlugen 0,08 Sekunden hinter den Weltrekord schwimmenden Australierinnen an. In der 4-mal-100-Meter-Lagenstaffel am nächsten Tag wurden Hanna Rosvall, Sophie und Louise Hansson sowie Coleman Fünfte mit anderthalb Sekunden Rückstand auf die drittplatzierten Kanadierinnen.
2023 bei den Weltmeisterschaften in Fukuoka belegte die schwedische 4-mal-100-Meter-Freistilstaffel mit Sarah Sjöström, Michelle Coleman, Sara Junevik und Louise Hansson den fünften Rang mit 1,77 Sekunden Rückstand auf die Medaillen. Über 50 Meter Schmetterling wurde Junevik Sechste. Ende 2023 bei den Kurzbahneuropameisterschaften in Otopeni wurde Junevik Dritte über 50 Meter Schmetterling mit 0,06 Sekunden Rückstand auf die beiden zeitgleichen Siegerinnen. Die 4-mal-50-Meter-Freistilstaffel siegte in der Besetzung Sara Junevik, Michelle Coleman, Louise Hansson und Sofia Åstedt mit drei Zehntelsekunden vor den Italienerinnen. Ebenfalls Gold erkämpfte die schwedische 4-mal-50-Meter-Lagenstaffel mit Louise Hansson, Sophie Hansson, Sara Junevik und Michelle Coleman.
2024 bei den Europameisterschaften in Belgrad siegte Junevik über 50 Meter Schmetterling mit vier Zehntelsekunden Vorsprung. Über 100 Meter Schmetterling  wurde sie Dritte. Mit den schwedischen Staffeln belegte sie Finalplätze, erschwamm aber keine Medaillen. Bei den Olympischen Spielen in Paris belegten Sarah Sjöström, Michelle Coleman, Sara Junevik und Louise Hansson den fünften Platz in der 4-mal-100-Meter-Freistilstaffel.